# ترنر (مونتانا)
ترنر (به انگلیسی: Turner) شهری در ایالت مونتانا کشور ایالات متحده آمریکا است که جمعیت آن در سرشماری سال ۲۰۱۰ میلادی، ۶۱ نفر بوده‌است.